# Achyranthes atollensis
Achyranthes atollensis (englischer Name: Hawaiʻi Chaff Flower) ist eine vermutlich ausgestorbene hawaiische Pflanzenart aus der Gattung Achyranthes innerhalb der Familie der Fuchsschwanzgewächse (Amaranthaceae).

## Beschreibung
Achyranthes atollensis war ein Strauch und erreichte Wuchshöhen von 1 bis 2 Meter. Die kleinen verkehrt-eiförmigen bis elliptischen Laubblätter waren 2,0 bis 6,2 Zentimeter lang. Sie waren dicht mit weißen oder gelben Trichomen bedeckt. Die Blattoberfläche war dunkel und gewöhnlich mit glatten Haaren bedeckt. 
Der scheinährige Blütenstand hatte kleine Blüten enthalten.

## Vorkommen
Achyranthes atollensis kam auf Laysan, den Midwayinseln, dem Kure-Atoll und dem Pearl-und-Hermes-Atoll in den Nordwestlichen Hawaii-Inseln vor. Der Lebensraum dieser Pflanzenart waren trockenes Buschland auf Kalksandböden.

## Taxonomie
Achyranthes atollensis wurde 1979 von Harold St. John im Rang einer Art in Pacific Science; a Quarterly Devoted to the Biological and Physical Sciences of the Pacific Region Band 33 Teil 4, Seite 334 erstbeschrieben. Rafaël Herman Anna Govaerts gab ihr 1995 in World Checklist of Seed Plants Band 1, Teil 1, Seite 6 den Rang einer Varietät Achyranthes splendens var. atollensis (H.St.John) Govaerts. Achyranthes atollensis ist möglicherweise identisch mit Achyranthes splendens var. reflexa, einer Varietät, die im 19. Jahrhundert von Wilhelm Hillebrand beschrieben wurde.

## Aussterben
Nach einer Kollektion im Jahre 1896 galt sie zwischen 1903 und 1911 zunächst als ausgestorben. 1923 wurden während der Tanager-Expedition (benannt dem Minensucher Tanager, der zum Forschungsschiff umgebaut wurde) wenige Exemplare auf Laysan entdeckt. 
Durch die Einrichtung von Militärbasen auf den verschiedenen Atollen wurde der Lebensraum dieser Art stark verändert. Eingeführte Pflanzenfresser (wie Kaninchen) und invasive Pflanzen sorgten für die Zerstörung des heimischen Küstenbuschlandes. 1964 wurde Achyranthes atollensis zuletzt auf dem Kure-Atoll nachgewiesen. Eine Suchaktion des Botanikers Derral Herbst im Jahre 1988 blieb erfolglos.